# ميساكي دوي
ميساكي دوي (باليابانية: 土居美咲) مواليد 29 أبريل 1991 في اليابان، هي لاعبة كرة مضرب يابانية تلعب باليد اليسرى وتحتل حالياً المرتبة رقم. 51 (22 فبراير 2016) في تصنيف رابطة محترفات كرة المضرب. أعلى تصنيف لها في الفردي كان المركز الـ 51 في سنة 2016.

## الخط الزمني للفردي
مفتاح
| ف | ن | ن.ن | ر.ن | د# | د.م | ل | أ.أ | ت | غ | ب | ف | ذ | م.خ | ل.ت |

(ف) فاز بالبطولة (ن) وصل النهائي (ن.ن) نصف النهائي (ر.ن) ربع النهائي (د#) الأدوار الأربعة الأولى (د.م) دور المجموعات (ل) شارك في كأس ديفيز (أ.أ) خرج من الأدوار الاولى (ت) خسر التصفيات التأهيلية (غ) غاب عن الحدث أو البطولة (ب) حصل على ميدالية برونزية (ف) حصل على ميدالية فضية (ذ) حصل على ميدالية ذهبية (م.خ) بطولة الماسترز خُفضت إلى مرتبة أقل (ل.ت) البطولة لم تعقد في السنة المعينة.
لتجنب الارتباك وازدواجية الحساب، يتم تحديث هذه المعلومات إما في نهاية البطولة، أو عندما تكون مشاركة اللاعب في البطولة قد انتهت.
| الدورة                        | 2010 | 2011 | 2012 | 2013 | 2014 | 2015 | 2016 | ف-خ  |
| ----------------------------- | ---- | ---- | ---- | ---- | ---- | ---- | ---- | ---- |
| بطولة أستراليا المفتوحة للتنس | غ    | غ    | غ    | د2   | د1   | ت2   | د1   | 1–3  |
| دورة رولان غاروس الدولية      | د1   | غ    | غ    | د1   | د1   | د2   |      | 1–4  |
| بطولة ويمبلدون                | غ    | د3   | د1   | د1   | د2   | د1   |      | 3–5  |
| أمريكا المفتوحة               | غ    | د1   | غ    | د1   | د1   | د2   |      | 1–4  |
| فوز-خسارة                     | 0–1  | 2–2  | 0–1  | 1–4  | 1–4  | 2–3  | 0–1  | 6–16 |

## روابط خارجية
- ميساكي دوي على موقع رابطة محترفات التنس (الإنجليزية)
- ميساكي دوي على موقع الاتحاد الدولي لكرة المضرب (الإنجليزية)
- ميساكي دوي على موقع كأس بيلي جين كينغ (الإنجليزية)
- ميساكي دوي على موقع بطولة ويمبلدون (الإنجليزية)
- ميساكي دوي على موقع خلاصة التنس.كوم (الإنجليزية)
- ميساكي دوي على موقع إي إس بي إن.كوم (الإنجليزية)
- ميساكي دوي على موقع أوليمبيديا (الإنجليزية)